# Авангард TV5
Авангард TV5 (англ. Vanguard TV5, Test Vehicle 5) — четвёртый спутник серии Авангард.
После успешного запуска Авангарда-1 у компании Гленна Мартина осталась ракета-дублёр (TV4BU), предназначенная на случай неудачного старта. Так как подпрограмма тестовых запусков (Test Vehicle) была успешно завершена, было решено переделать оставшуюся ракету под запуск улучшенного спутника, способного нести научную аппаратуру — SLV (Satellite Launch Vehicle). Ракета стартовала без труда, полёт был нормальным до выгорания топлива второй ступени. Однако третья ступень не отделилась из-за электрического сбоя. Ракета со спутником не набрала необходимой скорости, и, достигнув высоты 550 километров, упала.